# Campionati europei under 23 di lotta 2015
I campionati europei di under 23 lotta 2015 si sono svolti presso l'Artego Arena di Wałbrzych, in Polonia, dal 12 al 18 novembre 2017. Sono stati la 1ª edizione della manifestazione continentale per lottatore di età inferiore ai 23 anni. Si sono svolti 24 tornei di cui 8 di lotta greco-romana e 16 di lotta libera, 8 femminile e 8 maschile.

## Podi

### Uomini

#### Lotta libera
| Evento | Oro                   | Argento                | Bronzo                 |
| 57 kg  | Ismail Musukaev       | Georgi Vangelov        | Beka Budjiashvili      |
| 57 kg  | Ismail Musukaev       | Georgi Vangelov        | Nebi Uzun              |
| 61 kg  | Valodya Frangulyan    | Andrii Svryd           | Mihai Esanu            |
| 61 kg  | Valodya Frangulyan    | Andrii Svryd           | Recep Topal            |
| 65 kg  | Frank Chamizo         | Zurabi Iakobishvili    | Magomed Muslimov       |
| 65 kg  | Frank Chamizo         | Zurabi Iakobishvili    | Yevgeny Zherbaev       |
| 70 kg  | Rasul Arsanaliev      | Ivan Kusyak            | Andrei Karpach         |
| 70 kg  | Rasul Arsanaliev      | Ivan Kusyak            | Alexandru Codreanu     |
| 74 kg  | Zurab Erbotsonashvili | Grior Grigoryan        | Murat Ertürk           |
| 74 kg  | Zurab Erbotsonashvili | Grior Grigoryan        | Mihaly Nagy            |
| 86 kg  | Aliaksandr Hushtyn    | Magomedgadzhi Khatiyev | Shamil Kudiyamagomedov |
| 86 kg  | Aliaksandr Hushtyn    | Magomedgadzhi Khatiyev | Halil Zubairov         |
| 97 kg  | Omar Gusoshvili       | Nurmagomed Gadzhiev    | Zaynulla Kurbanov      |
| 97 kg  | Omar Gusoshvili       | Nurmagomed Gadzhiev    | Yusuf Can Zeybek       |
| 125 kg | Muradin Kushkhov      | Giorgi Meshvildishvili | Robert Baran           |
| 125 kg | Muradin Kushkhov      | Giorgi Meshvildishvili | Ali Magomedabirov      |

#### Lotta greco-romana
| Evento | Oro             | Argento          | Bronzo             |
| 59 kg  | Victor Ciobanu  | Zaur Kabaloev    | Eldaniz Azizli     |
| 59 kg  | Victor Ciobanu  | Zaur Kabaloev    | Khvicha Tchitava   |
| 66 kg  | Artem Surkov    | Dominik Etlinger | Giori Davitaia     |
| 66 kg  | Artem Surkov    | Dominik Etlinger | Enes Başar         |
| 71 kg  | Daniel Cataraga | Daniel Soini     | Aleksei Kiiankin   |
| 71 kg  | Daniel Cataraga | Daniel Soini     | Zoltán Lévai       |
| 75 kg  | Viktor Nemes    | Kazbek Kilou     | Karapet Chalyan    |
| 75 kg  | Viktor Nemes    | Kazbek Kilou     | Petru Sevciuc      |
| 80 kg  | Lasha Gobadze   | Sargis Kocharyan | Doğan Göktaş       |
| 80 kg  | Lasha Gobadze   | Sargis Kocharyan | Radik Kuliev       |
| 85 kg  | Denis Kudla     | Vladimir Stankic | Islam Abbasov      |
| 85 kg  | Denis Kudla     | Vladimir Stankic | Krystian Formela   |
| 98 kg  | Fatih Başköy    | Toumas Lahti     | Evgeni Gechev      |
| 98 kg  | Fatih Başköy    | Toumas Lahti     | Kukuri Kirtskhalia |
| 130 kg | Sergej Semenov  | Mykola Kuchmii   | Christian John     |
| 130 kg | Sergej Semenov  | Mykola Kuchmii   | Felix Baldauf      |

### Donne

#### Lotta libera
| Evento | Oro               | Argento           | Bronzo               |
| 48 kg  | Nadezhda Fedorova | Alina Vuc         | Vanesa Kaladzinskaya |
| 48 kg  | Nadezhda Fedorova | Alina Vuc         | Evin Demirhan        |
| 53 kg  | Lilya Horishna    | Iryna Kurachkina  | Olga Khoroshavtseva  |
| 53 kg  | Lilya Horishna    | Iryna Kurachkina  | Solmaz Hashimzade    |
| 55 kg  | Alyona Kolesnik   | Evelina Nikolova  | Zalina Sidakova      |
| 55 kg  | Alyona Kolesnik   | Evelina Nikolova  | Larysa Skoblyuk      |
| 58 kg  | Valeriia Koblova  | Mimi Hristova     | Tetiana Omelchenko   |
| 58 kg  | Valeriia Koblova  | Mimi Hristova     | Ramona Galambos      |
| 60 kg  | Petra Olli        | Svetlana Lipatova | Oksana Herhel        |
| 60 kg  | Petra Olli        | Svetlana Lipatova | Hafize Şahin         |
| 63 kg  | Maryia Mamashuk   | Adela Hanzlickova | Buse Tosun           |
| 63 kg  | Maryia Mamashuk   | Adela Hanzlickova | Elmira Gambarova     |
| 69 kg  | Fanny Grandin     | Anna Schell       | Tatiana Morozova     |
| 69 kg  | Fanny Grandin     | Anna Schell       | Klaudia Sandor       |
| 75 kg  | Daria Osocka      | Epp Mae           | Anzhela Kataeva      |
| 75 kg  | Daria Osocka      | Epp Mae           | Zsanett Nemeth       |

## Classifica squadre
| Pos. | Lotta libera maschile | Lotta libera maschile | Lotta greco-romana | Lotta greco-romana | Lotta libera femminile | Lotta libera femminile |
| Pos. | Squadra               | Punti                 | Squadra            | Punti              | Squadra                | Punti                  |
| ---- | --------------------- | --------------------- | ------------------ | ------------------ | ---------------------- | ---------------------- |
| 1    | Russia                | 62                    | Russia             | 50                 | Russia                 | 56                     |
| 2    | Georgia               | 57                    | Georgia            | 40                 | Bielorussia            | 51                     |
| 3    | Azerbaigian           | 48                    | Turchia            | 35                 | Ucraina                | 50                     |
| 4    | Turchia               | 44                    | Moldavia           | 34                 | Turchia                | 43                     |
| 5    | Armenia               | 36                    | Bielorussia        | 32                 | Azerbaigian            | 34                     |

## Medagliere
| Posiz. | Nazione            | Oro | Argento | Bronzo | Totale |
| ------ | ------------------ | --- | ------- | ------ | ------ |
| 1      | Russia             | 7   | 2       | 7      | 16     |
| 2      | Georgia            | 3   | 2       | 4      | 9      |
| 3      | Bielorussia        | 2   | 2       | 4      | 8      |
| 4      | Azerbaigian        | 1   | 2       | 6      | 9      |
| 5      | Turchia            | 1   | 0       | 9      | 10     |
| 6      | Ucraina            | 1   | 3       | 3      | 7      |
| 7      | Germania           | 1   | 1       | 1      | 3      |
| 8      | Polonia            | 1   | 0       | 2      | 3      |
| 9      | Svezia             | 1   | 1       | 0      | 2      |
| 10     | Italia             | 1   | 0       | 0      | 1      |
| 11     | Serbia             | 1   | 1       | 0      | 2      |
| 12     | Armenia            | 1   | 2       | 1      | 4      |
| 13     | Finlandia          | 1   | 1       | 0      | 2      |
| 14     | Bulgaria           | 0   | 3       | 1      | 4      |
| 15     | Ungheria           | 0   | 0       | 5      | 5      |
| 16     | Rep. Ceca          | 0   | 1       | 0      | 1      |
| 17     | Norvegia           | 0   | 0       | 1      | 1      |
| 18     | Croazia            | 0   | 1       | 0      | 1      |
| 19     | Macedonia del Nord | 0   | 0       | 1      | 1      |
| 20     | Moldavia           | 2   | 0       | 3      | 5      |
| 21     | Romania            | 0   | 1       | 0      | 1      |
| 22     | Estonia            | 0   | 1       | 0      | 1      |
| Totale | Totale             | 24  | 24      | 48     | 98     |